# Systém
Systémem se v exaktní vědě, technice, a v systémovém pojetí rozumí kognitivní (znalostní) model dané části reálného světa (existující či projektované), reprezentovaný nástroji exaktního světa (matematika, formální logika, programovací jazyky, jazyky blokových schémat). Tedy model matematický či počítačový, který je oproti matematickému pojetí obohacen o další (systémové) pojmy označující typy veličin (vstupní, stavové, výstupní), pojmy struktury, zpětné vazby, řiditelnosti a pozorovatelnosti, sebeorganizace, a dalších. V matematice i systémovém pojetí se jím rozumí dynamický systém i jeho degenerované podoby – statický systém a okamžitý systém.

## Historie pojmu systém: Inspirační oblasti

### Exaktní věda
Původní oblastí byly principy rozpoznané v teorii elektrických obvodů, přenesené i do mechanických soustav, a principy rozpoznané v automatickém řízení. Všechny byly v kompetenci exaktní vědy. To byl konec 30. let a první polovina 40. let 20. století. Systém je zde pojem vytvořený pokusem tyto poznatky z teorie elektrických obvodů, elektromechanických soustav servomechanizmů a principů automatického řízení zobecnit. Americký vědec Hendrik Wade Bode (1905–1982) byl vůdčí osobou ve snaze usnadnit a zpřesnit navrhování elektrických obvodů a obvodů automatického řízení zavedením matematických metod. Tyto metody publikoval v knize Network Analysis And Feedback Amplifier Design. V automatickém řízení se používají jak elektrické tak mechanické komponenty a často jejich kombinace – elektromechanické, jako například servomotory, čidla polohy, čidla rychlosti apod. Byla snaha nalézt jednotný pohled na tyto komponenty i jednotící matematický popis, např. frekvenčními a fázovými charakteristikami. Odtud byl už jen krok k myšlence dalšího zobecnění. Impulz k tomu dal L. A. Zadeh svým článkem Od elektrických obvodů k teorii systémů. Centrálním pojmem se stává dynamický systém, pod který lze zahrnout jak elektrické obvody tak mechanické, ale i mnoho dalších, v podstatě každý proces v reálném světě, který se dá uchopit nástroji exaktní vědy.
Během 2. světové války a po ní, se objevily dvě další oblasti, téměř současně.

### Komplexní projekty
První, dost široce chápanou pohnutkou pro zobecnění pojmu systém, byl velký rozmach projektování a budování umělých soustav ve 40. letech, během druhé světové války zejména v USA. Byly to technologicky pokročilé projekty a na tehdejší dobu velice komplexních objektů, jako byly letadlové a jiné válečné lodi, soustavy protilodní a protiletecké palby řízené daty z radarů, počítače, složité telekomunikační a goniometrické soustavy, logistické soustavy, šifrovací a dešifrovací stroje atp. V této oblasti se hledaly nějaké obecně platné zásady pro projektové i realizační práce, které by umožňovaly efektivně a s malou chybovostí koordinovat činnost velkého množství specializovaných profesních týmů i výzkumnou a vývojovou práci uvnitř nich, a tak kompatibilitu jejich projektů i realizací. Jednalo se spíš o metodologii řízení a koordinace vědecké a odborné práce při složitých projektech a její zpřehlednění, v níž podstatnou roli hrála systematičnost práce s efektivní prevencí omylů a chyb. I v této oblasti se zjišťovalo, že tu je možno nalézt jakési globální společné metodické schéma nezávislé na konkrétní materiální podstatě realizace projektu. V odborném slangu se mu začalo říkat systém.
Tady asi jsou kořeny za 2. světové války založeného a po ní postupně se etablujícího systémového inženýrství. Toto byl podnět pro hledání co nejobecnější definice systému, aniž by nějak byly stanoveny hranice oné obecnosti pro takto chápaný systém. Nakonec se tato oblast ze zájmu vytratila, a pak s příchodem počítačů byla postupně ve všech potřebných směrech saturována, počítačovou simulací před prototypových řešení, CAD systémy v projektování, automatizací výroby a skloubení všech fází (s možností uložení potřebných jejich výsledků a mezivýsledků v data bázích) propojením informačními sítěmi.

### Systémová věda
Další oblast vyžadující ambiciózní pojetí, byla vytyčena nápadem vyjít sice z principů rozpoznaných v teorii elektrických obvodů a v automatickém řízení, v rodící se informatice, vznikajících počítačích, ale zahrnout i zájmy biologů (např. Ludwig von Bertalanffy), psychologů a dalších. Pro vysvětlení této pohnutky je třeba uvést, že v gigantických a komplexních válečných projektech byly zúčastněny i tyto obory sdružené v komplexních týmech vědců. Hledali společnou řeč. Tak se začalo uvažovat o hledání systému jako vědy nad vědami, a dostalo se jí označení General systems, v češtině pak Systémová věda. Na této úrovni je systém chápán jako metodologie hledání jednotících principů v různých vědních oborech. Cílem je hledat jednotu vědy zlepšováním komunikace mezi specialisty vědních oborů za pomoci přenositelných teoretických modelů a vědních metod. Impulzem pro hledání jednotících principů mezi jednotlivými vědními obory byly myšlenky, na nichž byla postavena kybernetika, někteří badatelé ji dokonce po jistou dobu, považovali za vědu nad vědami. Systémová věda je předmětem zájmu poměrně malé, specifické skupiny odborníků.

## Historie pojmu systém: Cesta za různými cíli
V 60. letech 20. století začíná doba blouznění, kdy se badatelé na mezinárodních konferencích předhánějí, kdo z nich předloží obecnější pojetí systému. Původní záměr, najít dosti obecný nástroj popisu reálného světa se vytrácí, nový záměr je nelézt co nejobecnější vyjádření pojmu systém, jehož vztah k realitě není určen, ale bude pokud možno všeobjímající. Naštěstí na oněch konferencích vystupovali i osvícenější badatelé, kteří si uvědomovali, že obecnost „jejich“ systému musí mít nějaké racionální hranice. Je zřejmé, že na konferencích se svými referáty přispívaly dvě skupiny vědců, které se postupně svými vizemi vzdalovaly, jen si to nebyly schopny vzájemně sdělit. Soutěž na mezinárodních konferencích přerostla v iracionální fantazie. Na příklad náhlý objev Newtonem dávno objeveného (zákon akce a reakce), modelujícího působení interakcí v reálném světě. Co uvádějí tehdejší systémoví badatelé jako převratný objev ještě v r. 1972, je ve sborníku mezinárodní konference nazvané TRENDS IN GENERAL SYSTEMS TREORY, edited by George J. Klír. V úvodní části sborníku napsané zmíněným editorem na str. 1: ... A need for a better understanding of biological, psychological, and social phenomena initiated an interest in the study of systems with strong (non-negligible) interactions between their components, as well as between each system and its environment. This new area of study contrasted with the "classical" (Newtonian) method in science, which regarded an object of scientific investigation as a collection of isolated parts and tried to derive the properties of the whole object directly from the properties of its parts without considering possible interactions between the parts. Tedy místo toho, aby si oni badatelé přečetli to, co již dávno objevil a formuloval Newton (1643–1727), ohlašují objev nutnosti, respektovat vliv interakcí v popisu procesů probíhajících reálném světě. Na těch je však postavená newtonovská fyzika. I kdyby Newton byl velmi schovívavý člověk, nemohl by jim uznat maturitu. Je to ukázka, jak i vzdělaní lidé mohou selhat v extrémním tlaku mezinárodní soutěže slávy. Je to velice podobný obraz blouznění, jaký od svého počátku prodělal obor umělé inteligence, a dosud ho nedokončil.
Oba zbývající stupně obecnosti chápání systému se nakonec oddělily, včetně skupin zainteresovaných badatelů, když se ukázalo, že zobecňování poznatků z teorie obvodů a automatického řízení nemůže opustit hranice exaktního světa, zatímco nadhled, který vyžaduje budování obecné metodologie systémové vědy, ho opustit musí, neboť zde se jedná o metaúroveň idejí nad vědami a mezi vědami, sahající do filozofie vědy. V prosinci 1954 byla založena Society for the Advancement of General Systems Theory (later called the Society for General Systems Research), česky Společnost pro výzkum obecných systémů. 

## Historie pojmu systém: Vystřízlivění
Pro člověka, jehož ambicí není členství v Society for General Systems Research, je vhodné všimnout si té nižší úrovně zobecnění, která se nakonec ujala. Nejracionálnější z dosud publikovaných definic systému ho prezentují jako podmnožinu (relaci na množině) nějaké bazální množiny – univerza. Z nich je nejznámější a nejvíce citovaná definice matematika M. D. Mesaroviče. Je obvykle označována jako axiomatická, tedy odkudsi spadlá. Kámen úrazu je v tom, že z dosavadní cesty postupného zobecňování nevyplývá vztah takto zavedeného systému k reálnému světu, takže tento vztah zůstává otevřen intuici, dohadům a občas i nemístným spekulacím. Dodnes v pověrách o systému koluje přesvědčení, že jeho stěžejním rysem je, že představuje celek rozdělený na části. Odedávna se však části, z nějakého hlediska patřící k sobě, nazývají soustava. Není to tedy nějaký určující rys systému. Pravděpodobně tento blud souvisí s analýzou (kognitivní model je sestavován z dílčích znalostí), která je často používanou metodou poznání a tak i výstavby systému. Tedy návratem do reality je odkaz na to, že za systém můžeme považovat matematický popis reálného světa, ke kterému se dospělo nástroji exaktní vědy.

## Systém a reálný svět
Systém je jistý typ kognitivního modelu (soubor znalostí – informace), tak je třeba zdůraznit, že cesta od dané části reálného světa k odpovídajícímu systému je zprostředkována aktem poznání, viz též věda. V reálném světě, až na výjimky (viz dále), působí interakce (vzájemné působení entit reálného světa).
Od dob I. Newtona je známo, že uchopit reálný svět nástroji exaktního světa (matematika, formální logiky, programovací jazyky, jazyky blokových schémat) je možné pouze tak, že pro danou část reálného světa se zavedou veličiny a rozpoznané přírodní zákony platící mezi veličinami se popíší vhodným formálním (některým shora uvedených) jazykem. Někdy se tomuto kroku říká definování či zavedení systému na vytčené části reality (existující nebo projektované), kdy se o této části reality řekne, kterými veličinami, parametry a vztahy mezi nimi (jejich jmény) bude zastupována. V tomto kroku je obsažena řada zjednodušení či idealizací umožňujících vůbec takový popis vytvořit. Při umělém (Newtonově) exaktním poznání zřetelně vidíme hranici mezi skrytým materiálním světem interakcí, a jejich modelovým světem rozpletených a tak osamostatněných, jednostranně působících akcí a reakcí. Slouží k tomu vědou rozpoznaný, v různých oborech patřičně formulovaný zákon akce a reakce, někdy poněkud skrytý v použitém matematickém nástroji. V okamžiku osamostatnění (je to přelom z reálného světa do znalostního modelu – získané informace) se otevírá přístup k informaci. V popisu reálného světa exaktní vědou, je získaná informace v podobě veličin (fyzikálních, chemických, biologických,...) svázaných matematickými vztahy, popisujícími přírodní zákony. Názorně k tomu slouží často používané orientované grafy, nazývané bloková schémata, či grafy signálových toků. Rozpletené interakce se v grafové reprezentaci projevují jako jednosměrné akce a reakce, tvořící zpětnovazební smyčky.
K výše uvedené výjimce z interakcí v reálném světě poznamenejme, že v soustavách (tvořených vhodně propojenými moduly) pro zpracování a přenos informace (elektrické, optické a další soustavy pro přenos a zpracování informace, neuronové sítě mozku živočichů, počítače, soustavy automatického řízení atp.) je díky jejich specifickým vlastnostem (konstrukci) zajištěno, že se (v jisté, avšak funkční idealizaci) chovají tak, že jsou v nich potlačeny interakce (jsou z hlediska funkce zanedbatelné) mezi moduly. Působení je pak pouze jednostranné – unilaterální. Uvnitř modulů je však materiální svět interakcí. Unilaterálního působení je dosaženo jednak vhodnou konstrukcí modulů pro potlačení zpětného působení (reakce), a dále pak nezbytným přísunem vnější energie. Např. v elektrických soustavách pro přenos a zpracování informace – třeba hradla v počítačích – tak, že vstupní odpor modulu je mnohem větší, než výstupní odpor modulu, který mu dodává elektrický signál. Jinými slovy, energetická rezerva výstupu každého modulu je tak velká, že hodnotu výstupu ovlivní vstupy navazujících modulů (z funkčního hlediska) pouze zanedbatelně.
Vytvoření unilaterálních modulů je způsob, jak v jisté idealizaci realizovat svět, který je vyjmut z působnosti zákonů reálného světa. V realizaci digitálních obvodů a z nich počítačů, je tato myšlenka dotažena k dokonalosti, kdy působení zákonů reálného světa na jejich činnost, je vyloučené zcela viz exaktní, tam exaktní stroje. Takovéto, v reálném světě výjimečné, případy někdy klamou do té míry, že někteří lidé se domnívají, že toto platí v reálném světě obecně. Mají pak za to, že reálný svět sestává z unilaterálních částí, které lze přímo (bez aktu poznání) zapisovat do blokového schématu, či přímo tvořit matematický popis. Je to velký omyl. Matematický popis, či blokové schéma lze přímo (bez aktu poznání) tvořit pouze pro soustavu unilaterálních modulů.

## Systém zavedený na soustavě
V některých případech je vhodné rozlišovat, že jisté části matematického modelu (systému), tedy jisté skupiny veličin, parametrů a matematicky formulovaných přírodních zákonů platných mezi nimi, patří jistým entitám reálného světa. Mohou to být například nějaké funkční jednotky (moduly) navrhovaného stroje. Může to mít tu výhodu, že lze snadněji odladit systémy modelující každou z těchto entit, snadněji v nich dělat změny zlepšující jejich funkci v realizaci stroje, např. při simulaci na počítači. Odlaďují se tak jednodušší modely, což je mnohem snadnější a přehlednější. Snadněji se ověřuje korektnost fungování každého z modulů. Odhalují se tak snadněji chyby i nevhodně použité metody modelování. Celkový model je modulární, snadněji použitelný pro podobné celkové modely, kdy se např. vymění jen pohonná jednotka stroje, a zbytek se zachová. Pak je v označení veličin, parametrů i matematických vtahů mezi nimi, nutno zavést označení, které ukazuje jejich příslušnost k tomu kterému modulu. Z označení je pak zřejmé, které veličiny, parametry i vztahy mezi nimi, patří kterému modulu stroje, a které matematické vztahy přesahují hranice modulů. Ty modelují interakce mezi veličinami, které se jeví jako modely interakcí mezi moduly. V řadě případů se matematický model (systém) uvažuje bez rozlišení na moduly, a bere se jako celek. Je to dáno účelem použití modelu i názorem a zkušenostmi jeho tvůrce.
V některých oborech (např. v automatickém řízení) jsou v oblibě simulační programy, které svými prostředky podporují vytvářet modulární strukturalizaci celkového modelu. Někdy se ji říká blokově orientované.

## Dynamický systém
Dynamickým systémem se rozumí matematický (počítačový) popis (model) chování (pohybu odehrávajícího se obecně v prostoru a v čase), v němž je uvažován vliv setrvačnosti nebo tzv. dopravního zpoždění (např. čas, po který sledovaný výrobek stráví v kalící peci, než je připraven k další technologické operaci, nebo čas strávený ve frontě jistou částí počítačového programu, než je mu operačním systémem přidělen určitý kontingent času procesoru apod.). Oboje způsobuje, že odezva na jakýkoli podnět není okamžitá, ale projevuje se opožděně. Poznamenejme, že dynamický systém je tou nejobecnější podobou systému, jiné (viz dále) vzniknou jeho degenerací.
Setrvačnost i dopravní zpoždění je v obecném pojetí pamětí toho, jak působí vnější podnět: I po odeznění podnětu se ještě po nějakou dobu projevuje jeho účinek, a veličina, která svojí hodnotou vyjadřuje stav oné paměti je nazývána stavová. Z tohoto hlediska jsou dynamické systémy popisy chování (pohybů, procesů), v nichž se uplatňuje (není zanedbána) paměť.
Zpoždění odezvy oproti příslušnému podnětu vlivem paměti, usnadňuje aplikovat princip kauzality, postavený na tom, že následek se může časově (ale i prostorově, tzv. kauzální kužel v časoprostoru) objevit až po příčině, neboť jakýkoli rozruch (pohyb) se v reálném světě může šířit nejvýše rychlostí světla. Pokud vliv paměti zanedbáme (můžeme si to dovolit pouze výjimečně v nějaké idealizaci), říkáme takovému popisu okamžitý systém. Je nutno ho odlišit od systému, kterému se říká statický viz dále. Okamžitý systém je „singularita“, se kterou se musí zacházet s rozmyslem, s neexistencí paměti přestává v něm existovat pojem času, a tak i pojem děje (pohybu). Kauzalita se v něm vytrácí, a pokud se má tato určit, je třeba tak činit z kontextu a nadhledu (jak i ostatně často u nově odvozených matematických vztahů modelujících reálný svět). U okamžitého systému se nemůže uvažovat zpětná vazba, neboť chybí nástroj (paměť, i pojem času), který by umožňoval popsat děj probíhající při působení zpětné vazby. Degenerace dynamického systému na okamžitý je ošemetná. Příkladem okamžitého systému může být vztah pro poměr elektrického výstupního napětí ke vstupnímu na odporovém děliči (potenciometru), v závislosti na poměru odporu, na němž je uvažováno výstupní napětí k celkovému odporu děliče, na němž je uvažováno vstupní napětí. Toto platí pouze pro „dostatečně malé“ frekvence napětí. Pro frekvence, které pro daný případ nejsou „dostatečně malé“, je nutno od degenerace dynamického systému upustit, a uvažovat též vliv indukčností a kapacit (pamětí), které se ve skutečnosti uplatňují, a popisem jevu je pak dynamický systém.
Statickým systémem se rozumí dynamický systém, v němž po jisté době dojde k ustálení hodnot pozorovaných veličin (pomine tzv. přechodový jev) na konstantních hodnotách. Avšak existují i případy, kdy se i po odeznění přechodového jevu, pozorované veličiny i nadále mění, třeba periodickým průběhem. To však statický systém není, v tom případě se mu říká stacionární, to však je určení typu systému podle jiného hlediska. Příkladem statického systému může být model zatížení nosníku břemenem (skoková změna zatížení), jež může způsobit, že nosník zakmitá a hodnota průhybu se po chvíli ustálí, a pak se již nemění, veškeré změny hodnot veličin jsou nulové. Pozorovacím intervalem je v tom případě čas začínající okamžikem ustálení pohybu, pokračující dále, kdy už se nic nemění. Pohyb pak už žádný není a čas se tak ve statickém systému neuvažuje.
Autonomní systém je označení (původem v matematice) pro případ dynamického systému, kdy se neuvažuje vnější podnět (chybí vstupní veličiny), vyvolávající sledovaný (modelovaný) děj. V tomto případě je děj vyvolán stavem vnitřní paměti, a tak počáteční hodnota aspoň jedné stavové veličiny musí být nenulová, aby děj mohl probíhat, jinak se nic neděje. Počáteční hodnotou stavové veličiny se rozumí hodnota v okamžiku počátku experimentu, tedy počátečního času pro výpočet, či počátečního okamžiku spuštění počítačového modelu.
Ještě poznamenejme, že může nastat situace, kdy v modelu (dynamickém systému) nelze „zvenku“ modelu zjišťovat hodnoty stavových veličin, ale děje se tak zprostředkovaně (třeba prostřednictvím nějakých sensorů). Pak se v systému objeví ještě další veličiny (výstupy oněch sensorů) a těm se říká výstupní.

## Stav systému
Hodnoty stavových veličin se mění v plynoucím čase i měnících se souřadnicích prostoru, a tyto hodnoty vytváří množinu funkčních hodnot funkce, které se říká stavová. Množina hodnot času i množina hodnot prostoru, a taktéž množina hodnot stavové funkce se z různých důvodů uvažují jako spojité či jako diskrétní. Tak vzniká řada možných kombinací. Všechny až na jednu lze uchopit matematickými nástroji. Tou výjimečnou je kombinace, kdy se obvykle neuvažuje závislost jevu na prostoru, ale pouze na čase, a množina času je spojitá a množina stavu je diskrétní. V této situaci matematika nenabízí žádné přijatelné nástroje, avšak velice snadno lze tento případ uchopit programovacími jazyky. Názorně je to ukázáno v knize Theory of Modeling and Simulation, kde autor s jistou dávkou vědecké urputnosti vybudoval matematický nástroj, který je tuto situaci je schopen uchopit – reprezentovat. Jedná se mu o princip, avšak matematický nástroj který vytvořil, ten z hlediska snadnosti použití nemůže konkurovat použití programovacích jazyků. Takovýmto systémům se říká systémy hromadné obsluhy. Vyznačují se dopravním zpožděním (avšak i v systémech se spojitým časem a spojitou stavovou funkcí se používá) a modelováním front před modely poskytovatelů (zdrojů) požadovaných služeb. Jedním z příkladů mohou být operační systémy počítačů.
Je vhodné vysvětlit, jak se takové systémy vyvinuly, jejich existence je poměrně nová, a jsou aplikovatelné až s rozšířením počítačů. Vyjděme z předpokladu, že v pozorovaném časovém intervalu se stále něco zajímavého děje. Pak množina stavů i množina časových okamžiků je spojitá. V tom případě matematika nabídne popis diferenciální rovnicí. Pak se zjistí, že v rámci pozorovaného časového intervalu existují jisté časové úseky, kdy se děje něco, co lze z hlediska řešené úlohy oželet (třeba, zda pasažér ve výtahu přešlapuje nebo klidně stojí, a čte si, nebo jaká je dynamika jízdy výtahu), a že je vlastně zajímavé jen to, jak to začalo (jaká byla hodnota stavové funkce) a jak to skončilo, tedy opět, jaká byla hodnota stavové funkce (třeba z kterého podlaží pasažér vyjel a ve kterém vystoupil, a jak dlouho to trvalo). Tedy nějaká nepodstatná informace se pustí ze zřetele. Stavová funkce má tak jen dvě hodnoty, skokem mění svou hodnotu z té počáteční na tu koncovou, co se děje mezi nimi bylo vypuštěno. Ušetří se tedy na složitosti modelu, lze ho zjednodušit. Pokud se zjistí, že vlastně takových případů je tolik, že vyplňují celý pozorovací časový interval, nastane velké zjednodušení úlohy, stavová funkce má jen diskrétní hodnoty. Samozřejmě se může objevit situace, kdy na některých úsecích pozorovacího časového intervalu je možno takovéto zjednodušení provést, v jiných nikoli, a tam je nutno zachovat modelování dotyčného jevu na celém časovém úseku (třeba je v úloze zajímavá dynamika jízdy výtahu). Pak se na takovém časovém úseku uvažuje spojitý čas a spojitá stavová funkce, při počítačovém modelování ovšem vhodně aproximovaná diskrétními kroky veličin.

## Rozdělení systémů
Systémy můžeme dělit podle následujících kritérií:
- uzavřené × otevřené – podle toho, zda nastává interakce s okolím,
- deterministické × stochastické – podle toho, zda systém vykazuje jednoznačné nebo náhodné (statisticky popsatelné) chování,
- statické × dynamické – podle toho, zda se vyvíjejí v čase,
- spojité × diskrétní – podle toho, zda se hodnoty mění spojitě nebo skokově,
- tvrdé × měkké – tvrdé systémy jsou spojovány s dobře strukturovanými problémy (řešení lze poměrně snadno algoritmizovat), naopak v měkkých systémech vystupuje celá řada faktorů, jejich struktura není přesně definována, údaje jsou neurčité a neúplné.

## Zpětná vazba a vývoj systému
V systémech může nastat zpětná vazba, kdy některá výstupní veličina opětovně ovlivňuje některou ze vstupních veličin, a tedy i samotný systém. Projevy se liší podle typu vazby.
Některé systémy se samovolně vyvíjejí ke stabilitě (dynamické či statické rovnováze), která se může projevit vyšší neuspořádaností (disipativní systémy) nebo naopak vyšší uspořádaností či organizovaností (autoorganizující se systémy), některé mají naopak tendenci být nestabilní, což vede až k destrukci nebo revoluční přeměně systému, tzv. katastrofě.
Obecný rámec pro popis systémů poskytují teorie systémů a kybernetika. Matematická analýza poskytuje matematický aparát pro popis vývoje systémů (diferenciální, fourierovský a podobně). Revolučními scénáři vývoje systémů se zabývá teorie katastrof.